# René Lorin
Camille Jules René Lorin (24. března 1877, Paříž – 16. ledna 1933 Paříž) byl francouzský inženýr, vynálezce náporového motoru.
René Lorin byl dělostřeleckým důstojníkem. Náporový motor, který vynalezl v roce 1907 si nechal patentovat v roce 1908. V roce 1910 podal francouzské armádě návrh na bezpilotní letoun, který nazýval vzdušné torpédo, poháněný náporovým motorem a vybaveným autopilotem a dálkovým ovládáním rádiovými signály. Znovu se pokoušel svůj vynález ještě v roce 1915. Mezitím zdokonaloval náporový motor a návrh nového motoru pro (tehdy ještě nerealizovatelný) nadzvukový let si nechal patentovat v roce 1913. Svou práci publikoval v témže roce v technickém časopise Aérophile.
Jeho ideu letounu s pouze náporovým motorem dovedl k realizaci až v roce 1949 další Francouz René Leduc.
Později se Lorinovou prací zabýval také rakouský průkopník v oblasti letectví a kosmonautiky Eugen Sänger (1905–1964).